# Никол, Джон Ланг
Джон Ланг Никол (англ. John Lang Nichol; 7 января 1924, Ванкувер, Британская Колумбия — 24 февраля 2020, там же) — канадский бизнесмен, политик и филантроп. Президент Либеральной партии Канады в 1964—1968 годах, сенатор в 1966—1967 годах. Первый председатель совета директоров Колледжа объединённого мира имени Лестера Пирсона (1974—1985). Компаньон ордена Канады (1996).

## Биография
Родился в 1924 году в Ванкувере. Во время Второй мировой войны служил в чине лейтенанта в Королевских канадских ВМС в Северной Атлантике.
В послевоенные годы занимался торговлей лесом. Проявил себя в канадской политике как либеральный деятель, активно участвовал в предвыборных кампаниях 1962, 1963, 1965 и 1968 годов. Входил в близкое окружение Лестера Пирсона. С 1964 по 1968 год занимал пост президента национальной Либеральной партии Канады. В 1966 году был назначен Пирсоном в Сенат Канады и оставался сенатором до 1973 года. В парламенте, помимо ряда постоянных комиссий Сената, входил в специальную объединённую комиссию по иммиграции и в специальные комиссии Сената по бедности и по политике в области науки.
В рамках общественной и благотворительной деятельности участвовал в основании Тихоокеанского колледжа объединённого мира имени Лестера Пирсона и с 1974 по 1985 год был его первым председателем совета директоров. Впоследствии был почётным председателем совета директоров. Был также основателем и первым председателем совета директоров Института расстройств двигательного аппарата (ныне Тихоокеанский институт исследований болезни Паркинсона) при Университете Британской Колумбии.
Первая жена Никола, Элизабет, также активная благотворительница и коллекционер изобразительного искусства, скончалась от болезни Паркинсона в 2000 году. Он женился вторично на Розанн Кашин — члене совета директоров колледжа имени Пирсона в 1990-х и начале 2000-х годов. Скончался в феврале 2020 года в Ванкувере в возрасте 96 лет, оставив после себя вторую жену и трёх дочерей.
В 1981 году Никол был произведён в офицеры ордена Канады, в частности за благотворительную деятельность и роль в создании колледжа имени Пирсона. В 1996 году повышен до компаньона ордена Канады — высшей степени этой награды; в представлении к награде отмечались заслуги в создании Института расстройств двигательного аппарата. Награждён также медалями Золотого и Бриллиантового юбилея королевы Елизаветы II.